# Christopher A. Sims
Christopher Albert Sims (* 21. říjen 1942) je americký ekonom. Specializuje se na oblast makroekonomie a ekonometrie. Je profesorem na Princetonské univerzitě. Roku 2011 získal za své příspěvky k makroekonomii Nobelovu cenu (spolu s Thomasem J. Sargentem). Jeho nejoceňovanějším příspěvkem je rozvíjení teorie racionálních očekávání, především za pomoci statistických nástrojů (zejm. bayesovské statistiky) a časových řad.